# Distrikt Vilca
Der Distrikt Vilca liegt in der Provinz Huancavelica in der Region Huancavelica im Südwesten von Zentral-Peru. Der Distrikt wurde am 15. September 1920 gegründet. Er besitzt eine Fläche von 309 km². Beim Zensus 2017 wurden 1998 Einwohner gezählt. Im Jahr 1993 lag die Einwohnerzahl bei 3305, im Jahr 2007 bei 3186. Sitz der Distriktverwaltung ist die 3275 m hoch gelegene Ortschaft Vilca mit 181 Einwohnern (Stand 2017). Vilca befindet sich 41 km nordnordwestlich der Provinz- und Regionshauptstadt Huancavelica.

## Geographische Lage
Der Distrikt Vilca liegt im ariden Andenhochland im Nordwesten der Provinz Huancavelica. Der Río Vilca und sein rechter Quellfluss Río Anta entwässern das Areal in Richtung Nordnordost zum Río Mantaro.
Der Distrikt Vilca grenzt im Süden an den Distrikt Acobambilla, im Westen und im Nordwesten an die Distrikte Chongos Alto und Chacapampa (beide in der Provinz Huancayo),
im Norden an den Distrikt Huayllahuara, im Osten an den Distrikt Moya sowie im Südosten an den Distrikt Manta.

## Ortschaften
Im Distrikt gibt es neben dem Hauptort folgende größere Ortschaften:
- Chuya
- Coricocha
- Huancalpi